# Jean Baguenault de Viéville
Jean (Gabriel Alfred Marie) Baguenault de Viéville est un général de cavalerie français né le 20 juin 1902 au Havre (Seine-Maritime) et mort le 24 juin 1987 à Saint-Cyr-en-Val (Loiret).

## Biographie
Jean Baguenault de Viéville, issu de la famille Baguenault de Puchesse et de Viéville, est né le 20 juin 1902 au Havre dans le département de la Seine-Maritime.
Ses parents sont Thierry Baguenault de Viéville (1869-1945), capitaine d’infanterie, chevalier de la Légion d’Honneur, et Anna Issaverdens (1881-1948) issue d'une famille d'origine arménienne de Smyrne.
Il se marie le 4 mars 1929 à Évreux Eure à Ghislaine (Anne Louise) Rater (1906-2000), fille du colonel Rater.
Il meurt  le 24 juin 1987 à Saint-Cyr-en-Val dans le département du Loiret.

### Carrière militaire
Jean Baguenault de Viéville est élève à l'école spéciale militaire de Saint-Cyr de 1921 à 1923, dans la promotion dite « du Souvenir », puis  « Saumur » de 1923 à 1924.
À Saint-Cyr, l'un des instructeurs de sa promotion est Charles de Gaulle, et deux de ses camarades les futurs généraux d'armée André Beaufre (1902-1975) et André Demetz (1901-1977).
Il participe à la campagne du Maroc en 1925 et aux batailles de la Grande révolte syrienne en 1926 et 1927. En Syrie, jeune lieutenant, il forme et commande une brigade indigène comprenant un millier de cavaliers arabes.
Il est nommé officier d’ordonnance du général Georges Catroux au Maroc en 1931.
Camarade de Philippe Leclerc de Hauteclocque, avec lequel il sert comme instructeur à Saint-Cyr, et du futur général Henri Navarre, avec lequel il sert au Maroc.
En 1934, il est promu capitaine, commandant un escadron blindé, et est chef d'escadrons puis chef de corps pendant la Seconde Guerre mondiale entre 1939 et 1945. Il participe notamment aux campagnes des Pays-Bas, de Belgique et de France, commandant un groupe d’escadrons du 4e régiment de cuirassiers (mai-juin 1940). Ce régiment, en garnison à Reims (Marne) jusqu'en 1939, fait partie de la 1re division légère mécanique, rattachée fin mars 1940 à la VIIe armée (général Giraud).
La magnifique attitude du 4e cuirassiers durant les campagnes de Belgique et de France lui vaut une citation à l'ordre de l'Armée :
« Sous les ordres du Lieutenant-colonel Poupel, a pris part, du 12 au 31 mai 1940, aux opérations de Belgique et des Flandres sans un moment de répit. A fait preuve des plus belles qualités de bravoure et d'entrain, s'engageant à fond, à chaque demande du commandement ; s'est notamment dépensé dans la région du Quesnoy (17 et 18 mai) et sur la Lys (27 et 28 mai) ; est sorti de la bataille le 31 mai dans un ordre parfait donnant un splendide exemple de tenue. A confirmé sa valeur combative dans les opérations de l'ouest de la France en juin 1940 »
Le capitaine de Viéville commande alors par intérim, le 4e régiment de cuirassiers, faute d’officiers supérieurs valides. Il est lui-même blessé.
Il est promu chef d’escadron au sein de l'Armée d'armistice en 1942.
En octobre 1942, il est envoyé en mission au Maroc, quelques jours avant le débarquement allié (8 novembre).
Il est nommé officier de liaison des forces françaises auprès du général américain George S. Patton et assiste, aux côtés de Patton, à la Conférence d'Anfa, à Casablanca, en janvier 1943.
Le commandant de Viéville débarque en Provence avec le 6e régiment de chasseurs d'Afrique, qui entre le premier dans Belfort le 20 novembre 1944.
Peu après, il commande à titre temporaire le 6e chasseurs pendant les campagnes d’Alsace puis d'Allemagne, au cours de laquelle le régiment s'empare de Stuttgart (1945).
« Magnifique régiment de chars qui n'a cessé de battre l'Allemand partout où il l'a rencontré. Malgré les pertes sévères subies et les fatigues endurées, n'a cessé de faire preuve d'un esprit de sacrifice digne des plus belles traditions de la cavalerie. » Général de Gaulle, 1945.
Lieutenant colonel commandant le 12e régiment de cuirassiers en Allemagne à Tübingen (1945), régiment qui, sous les ordres du lieutenant-colonel Marc Rouvillois, a été, le 23 novembre 1944, le premier à pénétrer dans Strasbourg et à y faire flotter son étendard.
Ayant appris que le général Jean de Lattre de Tassigny avait décidé de venir inspecter son régiment de façon inopinée, Jean de Viéville, partisan de Leclerc, organise une manœuvre impromptue, laissant son cantonnement pratiquement vide.
Choisi comme précepteur du prince héritier Baudouin de Belgique (1949), qui monte bientôt sur le trône de façon anticipée.
Chef d’État-major au Maroc (1950), il est promu colonel en 1951. Il sert sous les ordres du général Alphonse Juin, résident général au Maroc, de 1947 à septembre 1951, puis du général Augustin Guillaume, son successeur, ami de Juin et héros du Monte Cassino.
Jean de Viéville racontait que son ordonnance marocain lui avait un jour résumé assez drôlement sa fonction de colonel : « Ti fout rien, t'emmerde tout le monde. »

### Chef de corps en Indochine (1952-1954)
Nommé au commandement du 2e régiment de Spahis marocains en Indochine, à compter de novembre 1952, à Ving Long.
Ce régiment, doté de quatre escadrons et de l'E.H.R. couvre un territoire comprenant une grande partie de la Cochinchine, débordant sur le Cambodge et les Hauts-Plateaux. Il est composé de Français, de Marocains et de Vietnamiens. Les missions sont multiples : ouvertures de routes, tenue de postes, opérations d'envergure, et surtout travail de pacification.
Toujours en Indochine, Jean de Viéville commande le 5e régiment de cuirassiers (juin 1953-septembre 1954), supervisant également une brigade indigène indochinoise. Il contrôle la région de Thu Dau Mot. Son PC est à Saïgon-Cholon et il dispose de six escadrons dispersés chacun sur un secteur à contrôler (Tuan Loi - plantations, notamment d'hévéas -, Suzannah, Thu Dau Mot, Chon Thanh, Tan San Hut - aérodrome - et Phan Thiet - frontière du Cambodge -). Malgré l'éloignement des escadrons l'esprit de corps est tout de même conservé. La situation sur le terrain est très tendue et les combats causent de lourdes pertes. Le 5e cuirassiers, régiment de blindés d'élite, est utilisé dans de nombreuses missions d'ouverture de routes et de contrôle des axes, dans de nombreuses opérations de nettoyage dont l'opération « Atlante » (qui a pour objectif la destruction du Việt Minh le long de la côte). L'ennemi se montre de plus en plus agressif, notamment dans la région des hauts plateaux.

### Commandant par intérim de la6edivision blindée et général
Commandant d’un groupe blindé de la 6e Division Blindée en 1955, puis commandant par intérim de la 6e DB en 1956, il est promu général de brigade en 1959.
Sa carrière se caractérise par des commandements en opérations qui ont souvent excédé son grade. Jean de Viéville a ainsi commandé successivement cinq régiments (dont deux par intérim), lors des campagnes de 1940, 1944-45, et d'Indochine, puis une division blindée (par intérim).

## Distinctions
|  |  |  |

- Chevalier (vers 1930), officier (1940), commandeur (1947) puis grand officier (1963) de la Légion d’Honneur

- Croix de guerre 1939-1945 et des TOE (Indochine).

- 38 ans de carrière

- 13 citations dont 5 à l’ordre de l’Armée.